# Evolve (videogioco)
Evolve è un videogioco di genere sparatutto competitivo, sviluppato da Turtle Rock Studios e pubblicato da 2K Games. Il gioco è stato distribuito il 10 febbraio 2015 per Microsoft Windows, PlayStation 4 e Xbox One.
Dopo un primo momento composto da un picco di vendite, buone recensioni, elogi dalla critica ed assegnazioni di diversi premi videoludici, il tutto cala lentamente, fino a quando nel 2018 la Turtle Rock Studios ritira definitivamente dal mercato l'omonimo titolo.

## Sviluppo
Dopo una fase a pagamento, in cui gli incassi erano stati giudicati scarsi e il numero di giocatori si era notevolmente diminuito, il 7 luglio 2016, la casa produttrice ha modificato la versione PC del videogioco rendendola free-to-play e pubblicandola sotto il nome di Evolve Stage 2. Un mese dopo il passaggio a free-to-play il gioco ha visto un incremento del 7307% di utenti attivi.
Il 26 ottobre 2016 Turtle Rock Studios ha annunciato l'interruzione del supporto al gioco.
A giugno 2018 il gioco è stato rimosso dall'acquisto da tutti gli store digitali ed è stata annunciata l'imminente chiusura dei server, avvenuta a settembre dello stesso anno.

## Scopo del gioco
Evolve è un gioco sparatutto con due modalità principali, arena 4 contro 1, in questo caso quattro cacciatori contro un mostro e Estrazione che consiste nella sopravvivenza in cinque giorni nel mondo dove viene abitato da queste creature comprese di mostri con varie modalità di gioco (Caccia, Nido, Sopravvivenza e difesa). Per vincere, il mostro deve, o uccidere i quattro cacciatori o arrivare all'ultimo stadio della sua evoluzione, cioè la terza, per distruggere il relè: cuore della base dei cacciatori coloni.
I Cacciatori per vincere dovranno uccidere il mostro.

## Personaggi e mappe

### Cacciatori
- Assalto
  - Markov - Tutti hanno un sogno. Si dà il caso che quello di Markov sia morire in una gloriosa battaglia. Questo spiega il suo desiderio di affrontare mostri giganti corpo a corpo. Ma visto il suo arsenale composto da fulminatore, mine elettriche e un impenetrabile scudo personale, è probabile che il sogno di Markov non si avveri mai... e questo sta benissimo ai suoi compagni cacciatori.
  - Hyde - Sadico. Psicopatico. Profondamente disturbato. Questi sono solo alcuni dei "complimenti" che Hyde ha ricevuto da quelli che hanno ammirato il suo lavoro. Ciò che irrita Hyde del suo lavoro non è la quantità di morte e distruzione causata dal mostro... è che anche con la sua minigun, le granate tossiche e il lanciafiamme, lui è solo la seconda cosa più terrificante sulla superficie del pianeta.
  - Parnell - Il fatto che Parnell usi un fucile da combattimento e un lanciarazzi dimostra la sua dedizione all'annientamento della fauna ostile. La sua abilità Supersoldato moltiplica la violenza amplificando notevolmente la sua capacità di infliggere danni. Se devi uccidere qualcosa, conta pure su Parnell.
- Trapper
  - Maggie - Maggie è una solitaria, una donna taciturna dal passato misterioso. Per anni la sua unica compagna è stata Daisy, il suo fedele sbranatore addomesticato. A cosa servono gli amici quando al tuo fianco c'è una bestia aliena da due quintali? Una volta che Daisy ha stanato la preda, Maggie si affida alla sua mitraglietta e alle trappole-arpione per abbatterla.
  - Griffin - Ci fanno dei film dell'orrore, con le cose appese al muro di Griffin. Questo trapper veterano si affida ai rivelatori acustici per tener traccia del movimento del mostro... ma quando è tempo di affrontare la preda, per bloccarla sfodera il suo arpione. È come prendere a fiocinate un pesce... un colossale pesce spaziale infuriato.
  - Abe - È un ex cacciatore di taglie intergalattico. Abe, cowboy nell'anima, caccia dove lo portano i soldi. Il suo arsenale include un fucile personalizzato, una sacca piena di granate di stasi e dei dardi traccianti fatti in casa. Oh, e il suo inseparabile cappello.
- Medico
  - Val - Cecchino e medico: due attività che solitamente non compaiono insieme nello stesso curriculum. D'altro canto, Val non cerca un lavoro come tutti gli altri. Il suo fucile di precisione e la pistola medica in grado di curare i compagni sono la dotazione perfetta per chi vuole andare a caccia di una preda grande quanto un piccolo asteroide.
  - Lazarus - Che razza di medico lascia che i compagni muoiano di proposito? Uno che ha un'arma tostissima e la capacità di ridare vita ai morti. Evitando i predatori grazie al suo fucile di precisione silenziato e all'occultamento personale, Lazarus fa rivivere gli alleati caduti... anche se, tecnicamente, dopo sono zombi.
  - Caira - Riesci a immaginare la confusione nel laboratorio delle armi quando Caira ha ordinato un lanciagranate in grado di sparare napalm e proiettili curativi? Da buon medico da battaglia qualificato, ama salvare vite ma anche dare fuoco alle cose. Il suo campo adrenalinico è perfetto per una bella nottata di caccia.
- Supporto
  - Hank - Hank crede nelle cose semplici, come il valore di una dura giornata di lavoro o la gioia di bersagliare dei predatori assetati di sangue con un mitragliatore laser. È per questo che adora l'attimo di silenzio che segue il suo ordine di bombardare a tappeto la creatura che lo sta irritando in quel momento. Il successivo inferno di morte fiammeggiante rimette tutto nella giusta prospettiva.
  - Bucket - Normalmente ha il compito di pilotare la nave, ma quando la situazione lo richiede Bucket usa lo chassis modificato di un drone da riparazione per supportare i suoi compagni umani a terra. Il suo lanciamissili a ricerca, le torrette sganciabili e l'UAV lo rendono perfettamente in grado di competere con qualsiasi avversario organico.
  - Cabot - Se per giudicare una persona ci basiamo sugli amici che ha, allora Cabot deve a tutti delle spiegazioni. Da buon leader dell'allegra combriccola, Cabot aiuta i suoi compagni sfruttando la cortina tracciante per scovare il mostro e il cannone a rotaia per eliminarlo. Ma non c'è niente di più utile del suo fidato potenziatore di danni, che rende la squadra ancora più letale.

#### Mostri
- Goliath - Di questo mostro si conosce poco, perché gli scienziati che provano a studiarlo finiscono sempre a pezzi. A dimostrazione che la selezione naturale sa essere ingiusta, Golia è in grado perforare con un colpo lo scafo di un'astronave, ma può anche sputare fuoco, le sue abilità sono:
  - Sputafuoco - Sputa un getto di fiamma liquida che continua a danneggiare i cacciatori per un breve periodo.
  - Salto Distruttore - Un devastante attacco in salto che ferisce tutti i cacciatori vicini quando Golia atterra.
  - Lancia Roccia - Strappa un enorme masso dal terreno e lancialo contro un nemico.
  - Carica - Scatta in avanti a gran velocità, infliggendo danni e respingendo i nemici.
- Kraken - Se un dizionario volesse descrivere il mix perfetto tra incubo e orrore soprannaturale, senza dubbio includerebbe un'immagine del Kraken. Questa mostruosità tentacolata scatena morte elettrica sui cacciatori che si avvicinano troppo... e anche su quelli che pensano di essere al sicuro, le sue abilità sono:
  - Fulmine - Una devastante scarica da lontano che non deve mai colpire due volte.
  - Mine Banshee - Sfere cariche di energia che si attaccano ai nemici e infliggono danno esplodendo.
  - Scossa di Assestamento - Il Kraken emette una scarica energetica che passa da un nemico all'altro.
  - Vortice - Un muro semovente di energia elementale che respinge indietro i nemici.
- Spettro - Il nemico più spaventoso è quello che non puoi vedere. E, quando lo vedi, è probabile che tu stia sparando a un'esca... Con le sue due lame perforanti, lo Spettro non è un mostro con cui vuoi restare da solo, ma non sentirti troppo tranquillo assieme ai compagni, perché in un batter d'occhio può portarti con sé nell'oscurità, le sue abilità sono:
  - Scarica Teletrasporto - Permette allo Spettro di raggiungere un bersaglio quasi istantaneamente e di creare un'esplosione nel punto in cui atterra, infliggendo danni a tutto quello che si trova nelle vicinanze.
  - Esca - Lo Spettro crea un pericoloso clone che attacca i bersagli e distrae i cacciatori, mentre il mostro diventa invisibile per attaccare a sorpresa.
  - Rapimento - Il gruppo non rappresenta più una sicurezza contro lo Spettro, che percorre lunghe distanze, afferra il bersaglio e torna in un attimo alla posizione originaria.
  - Supernova - Una zona visibilmente nebulosa, creata appositamente per lo Spettro, che al suo interno si trasforma in una furiosa bestia di pura energia con delle lame che abbattono tutto quello che incontrano.

Le mappe sono il punto di forza di questo gioco: infatti il mostro, per evolversi, dovrà mangiare svariati animali della fauna locale comandati dall'IA, mentre i cacciatori possono seguire le tracce lasciate dal mostro, con l'eventuale aiuto di Daisy (un segugio del primo Trapper), e il cambiamento della mappa come alberi distrutti, carcasse di animali e stormi uccelli che si innalzano in volo al passaggio del mostro.
Per evitare di lasciar tracce il mostro può muoversi in modo "Stealth", tuttavia possono essere sfruttate in favore del mostro stesso facendo seguire una direzione sbagliata ai cacciatori.